# 野辺地町立野辺地中学校
野辺地町立野辺地中学校（のへじちょうりつ　のへじちゅうがっこう）は、青森県上北郡野辺地町字浜掛にある公立中学校。

## 概要
青森県上北郡野辺地町にある唯一の中学校のため、非常に重要な学校であるが、築年数の関係で老朽化していることが指摘され、建替え工事が行われ、2014年（平成26年）3月に新校舎が完成した。

## 沿革
- 1947年（昭和22年）
  - 4月1日 - 野辺地中学校開校[3]。校舎は、県立野辺地中学校、県立野辺地高等女学校（共に青森県立野辺地高等学校の前身）校舎を使用。
  - 4月22日 - 開校式挙行。
  - 10月1日 - 県立野辺地高等女学校校舎に合同。
- 1948年（昭和23年）4月1日 - 県立野辺地高等女学校移転に伴い、独立校舎となる。
- 1949年（昭和24年）5月19日 - 有戸分校設置。
- 1951年（昭和26年）4月20日 - 有戸分校が独立し、有戸中学校となる。
- 1956年（昭和31年）7月25日 - 旧弘前大学教育学部附属野辺地中学校校舎に移転。
- 1966年（昭和41年）4月1日 - 馬門中学校・有戸中学校を統合。
- 1967年（昭和42年）4月1日 - 新校舎第1期工事B棟完成し、第3学年を収容。第1学年は本部校舎に、第2学年は城内校舎に、それぞれ収容。また、有戸・木明地区から通う生徒の為にスクールバスを運行。
- 1968年（昭和43年）11月1日 - A棟完成。全生徒が移転。
- 1969年（昭和44年）
  - 1月1日 - 新校旗樹立、新校歌制定。
  - 1月10日 - 新校舎及び体育館落成式挙行。
  - 11月3日 - 清流会より、第二体育館が寄付される。
- 1996年（平成8年）11月16日 - 創立50周年記念式典挙行[2]。
- 2014年（平成26年）3月 - 新校舎完成[2]。

## 部活動
- 野球部
- サッカー部
- バスケットボール部
- 陸上部
- ソフトテニス部（女子）
- 卓球部
- 柔道部
- ハンドボール部
- 吹奏楽部
- 美術部
- 英語部

## いじめ問題
野辺地中学校は、1985年に、いじめ問題が発生し、当時中学2年の男子生徒が自殺するということが起こった。村山士郎により、本も出版され、社会的な問題にも発展した。

## 校区
- 野辺地町全域

## 参考資料
- 『青森県教育史 別巻』（青森県教育委員会・1973年12月20日発行）「学校沿革 中学校」916～917頁「野辺地中学校」（1969年の記載分まで）